# Système jovien
Cet article court présente un sujet plus développé dans : Jupiter.
Le système jovien est le système regroupant la planète géante gazeuse Jupiter et l'ensemble des objets se trouvant dans sa sphère d'influence.
Le système jovien comprend donc :
- la planète Jupiter[2] ;
- les nombreuses lunes de Jupiter, dont les quatre lunes galiléennes[3] :  Io, Europe, Ganymède et Callisto[4] ;
- les anneaux de Jupiter.

Les astéroïdes troyens de Jupiter ne sont généralement pas considérés comme faisant à proprement parler du système jovien même si leurs orbites sont contrôlées gravitationnellement par Jupiter.
Le système jovien est une composante du Système solaire externe.